# کتابخانه ریاست جمهوری وودرو ویلسون
کتابخانه ریاست جمهوری وودرو ویلسون (به انگلیسی: Woodrow Wilson Presidential Library) یک مرکز فرهنگی و کتابخانه اسناد دولتی دوران ریاست جمهوری وودرو ویلسون است.
این مرکز در ویرجینیا قرار دارد.